# Natalja Wladimirowna Kozjuba
Natalja Wladimirowna Kozjuba (russisch Наталья Владимировна Коцюба; * 3. Dezember 1954 in Petrosawodsk) ist eine sowjetische bzw. russische Ökonomin.

## Leben
Kozjuba stammte aus einer einfachen Arbeiterfamilie. Als Schülerin betätigte sie sich im Theaterstudio des Petrosawodsker Palastes der Leninpioniere und im Klub der jungen Journalisten bei der zentralen Zeitung Lenin-Prawda der Karelischen Autonomen Sozialistischen Sowjetrepublik (KASSR). Sie begann dann  das Studium an der Universität Petrosawodsk in der Bauingenieur-Fakultät, von wo sie zum Fernstudium am Leningrader P.-Togliatti-Institut für Wirtschaftsingenieurwesen versetzt wurde. Daneben hatte sie als Warenkundlerin in der Großhandelsbasis in Petrosawodsk gearbeitet (1974–1984).
Kozjuba arbeitete ab 1984 als Ökonomin im Gosplan beim Ministerrat der KASSR. Sie wurde in die KPdSU aufgenommen. 1987 wurde sie Instrukteurin für Verwaltungsangelegenheiten des KASSR-Ministerrats und führende Ökonomin des Staatlichen Planungskomitees der KASSR. Ab 1990 war sie Abteilungsleiterin und Vizevorsitzende  des Verwaltungskomitees der entstehenden Republik Karelien. 1995 wurde sie Direktorin der Regionalagentur der Föderationsverwaltung für Angelegenheiten der Zahlungsunfähigkeit der Republik Karelien. Sie wurde 1998 als Abgeordnete in die gesetzgebende Versammlung der Republik Karelien für die 2. Sitzungsperiode gewählt und war Vorsitzende des Republikamtes der Versammlung.
Seit 2000 lebt Kozjuba in Moskau. Sie wurde 1. Vizeleiterin des Föderationsdienstes für Finanzzahlungsunfähigkeit und Insolvenz. Seit 2004 ist sie Präsidentin der nichtkommerziellen interregionalen Selbstregulierungsorganisation professioneller Schiedsgutachter unter dem Dach des Russischen Verbands der Industriellen und Unternehmer (RSPP).
Kozjuba ist verheiratet und hat einen Sohn.